# Clidemia verticillata
Clidemia verticillata là một loài thực vật có hoa trong họ Mua. Loài này được (Vahl) DC. mô tả khoa học đầu tiên năm 1828.